# Фриденсбрюке (станція метро)
48°13′38″ пн. ш. 16°21′53″ сх. д. / 48.227269444444° пн. ш. 16.36465° сх. д.
«Фриденсбрюке» (нім. Friedensbrücke, в перекладі — міст Миру) — станція Віденського метрополітену, розміщена на лінії U4 між станціями «Росауер-Ленде» і «Шпіттелау».
Відкрита в 1901 році як станція штадтбану «Бригіттаброкке». У 1941—1946 роках носила назву «Бригіттенауер-Брюке». Сучасна назва з 1946 року. У 1976 році відкрита станція метро на лінії U4, яка стала однією з перших двох станцій Віденського метро (разом з «Гайлігенштадтом»). При цьому продовжувала існувати і станція штадтбану, яка в 1989 році була перетворена на станцію метро лінії U6, а в 1991 році закрита.